# 推定继承人
推定继承人（英語：heir presumptive）又叫假定继承人，指的是君主制国家在当前符合法律指定的第一顺位继承人，但将来有可能随着更有资格的新继承人的诞生或出现而繼承順位下降。推定继承人的出现，通常有两种情况：
1. 若君主无嗣，其胞亲或其他旁系血亲为推定继承人。这些推定继承人的继承顺序会随着君主子嗣的诞生而退后。例如摩纳哥的卡露蓮公主曾是弟弟阿尔贝亲王的第一顺位继承人及推定继承人，直到2014年随着阿尔贝亲王的龙凤胎诞生而退至第三位。
2. 在男性享有优先继承权的国家，君主无子而有女，则君主的长女为推定继承人。长女在弟弟出生后失去第一位继承顺序。因此，女性继承人往往只有推定继承人的地位。例如1936年，乔治六世成为英国国王，由于他有两个女儿而没有儿子，他的长女伊丽莎白公主是为第一顺位继承人及推定继承人。虽然此后他与妻子伊丽莎白王后未再生育儿子，但伊丽莎白公主一直只有推定继承人地位而非储君。1952年乔治六世逝世，伊丽莎白公主继承王位成为女王。1980年，瑞典修改王位继承法后，成为欧洲第一个实行男女平等继承权的国家，国王长女维多利亚公主得以成为瑞典王位第一顺位继承人。在欧洲，实行君主制的国家大多已修改继承法取消男性优先继承权，君主的长子女无论性别为确定继承人（储君），所以在这些国家不再存在长女为推定继承人的情况。

现今的推定继承人有：
- 泰國提幫功王子（泰王玛哈·哇集拉隆功最年幼的儿子，亦是唯一拥有继承权的儿子）

理論上根據該國繼承法規為推定繼承人，實際上已受封儲君：
- 西班牙莱昂诺尔公主（西班牙国王費利佩六世没有儿子，莱昂诺尔公主是其长女。西班牙規定男性擁有優先繼承權，但公主實際上已受封王儲的頭銜阿斯圖里亞斯女親王[1]）